# Difesa Tarrasch, variante Folkestone
La variante Folkestone o variante svedese è un'apertura del gioco degli scacchi della partita di donna
Le mosse che la caratterizzano sono:
1. d4 d5
2. c4 e6
3. Cc3 c5 (difesa Tarrasch)
4. cxd5 exd5
5. Cf3 Cc6
6. g3! (sistema Schlechter-Rubinstein) c4

## Storia
Sviluppata dalla classica difesa Tarrasch la variante fu utilizzata dalla Svezia alle Olimpiadi degli scacchi che si svolsero nella città di Folkestone nel 1933 (da qui il nome svedese).

## Continuazioni
Fra le possibili continuazioni:
- 7.Ag2 Ab4 8.0-0 Cge7 9.Ce5 0-0 10.Cc6 bc6 11.Ca4 Cf5 12.Ad2 Ae7 (Ad6!) 13 Ac3 Cd6 14.b3 (Dd2!) Cb3 15.axb3 cb5
- 7.Ag2 Ab4 8.0-0 Cge7 9.e4 dxe4 10.Ce4 0-0 11.Dc2 Dd5 12.Ae3 Cg6 13.Ch4 Db5 14.Cg6 hg 15.a3 Ae7 16 d5 Ca5 17 d6 Ad8 18 Cc3 Da6 19 Tad1 (il Bianco è preferibile)
- 7.Ag2 Ab4 8.0-0 Cge7 9.e4 0-0 10.exd5 Cd5 11.Ag5 Da5 12.Cd5 Dd5 13.Ce5 Dd4 14.Cc6 Dd1 15.Tfd1 bc6 16 Ac6 Tb8 17 Tac1 Ae6